# Thibaut Courtois
Thibaut Nicolas Marc Courtois (Bree, 11 maggio 1992) è un calciatore belga, portiere del Real Madrid e della nazionale belga.
Considerato come uno dei migliori portieri della propria generazione, nel 2012 è stato inserito nella lista dei migliori calciatori nati dopo il 1991 stilata da Don Balón. È stato poi nominato dall'IFFHS miglior portiere al mondo nel 2018 e nel 2022, dopo un secondo posto nel 2014 e due piazzamenti in top five nel 2013 e nel 2015. Ha inoltre vinto il Trofeo Jašin come miglior portiere del mondo nel 2022.
Ha esordito con il Genk, con il quale ha vinto un campionato belga e una Coppa del Belgio. Acquistato nel 2011 dal Chelsea, viene mandato subito in prestito per tre stagioni all'Atlético Madrid, in cui vince un campionato spagnolo, una Coppa del Re e una UEFA Europa League. Tornato in Inghilterra, vince con la squadra londinese due campionati inglesi, una FA Cup e una Coppa di lega inglese. Nel 2018 viene invece acquistato a titolo definitivo dal Real Madrid, vincendo con la squadra della capitale due campionati spagnoli, una Coppa del Re, due Supercoppe di Spagna, due UEFA Champions League, due Supercoppe UEFA e una Coppa del mondo per club FIFA.
Con la nazionale belga ha partecipato a tre mondiali (Brasile 2014, Russia 2018 e Qatar 2022) e a due europei (Francia 2016 ed Europa 2020).

## Biografia
È nato nel Limburgo da padre vallone di lingua francese di Esneux, Thierry Courtois, e madre fiamminga di lingua olandese di Bilzen, Gitte Lambrechts, entrambi pallavolisti; grazie a queste sue origini porta un cognome francofono e allo stesso tempo parla correntemente l'olandese. È fratello minore di Valérie, libero della nazionale di pallavolo femminile belga.
Dal 2023 è proprietario di una scuderia automobilistica, la TC Racing, fondata in collaborazione con il pilota spagnolo Roberto Merhi.

## Caratteristiche tecniche
Portiere dal repertorio completo, senza particolari punti deboli, si distingue per senso di piazzamento, doti caratteriali e abilità nelle uscite alte, anche grazie alla notevole statura. Ottimo tra i pali nonché dotato di grandi riflessi, è in grado di ben figurare anche nelle situazioni di uno contro uno con l'attaccante avversario.

## Carriera

### Club

#### Genk
Inizia la sua carriera professionistica nel Genk il 17 aprile 2009, nella partita interna contro il Gent terminata sul 2-2; a fine stagione, pur da comprimario vince il suo primo trofeo, la coppa nazionale. Il 29 luglio 2010 debutta nelle coppe europee, nella trasferta di Europa League sul campo dell'Inter Turku conclusasi sul risultato di 1-5. Alla terza e ultima stagione a Genk, 2010-2011, conquista il posto da titolare e vince da protagonista il campionato belga.

#### Atlético Madrid

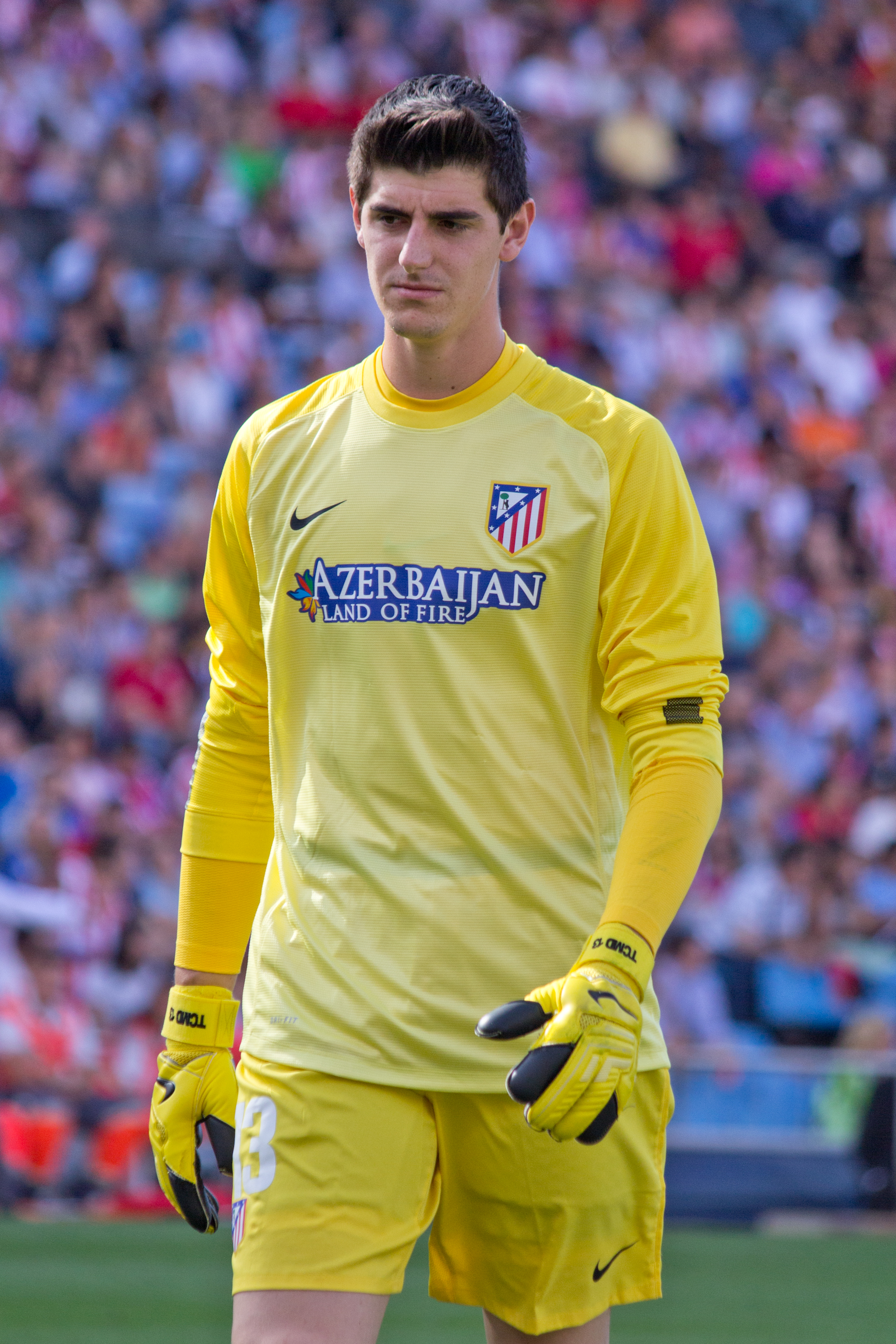
Courtois all'Atlético Madrid nel 2013

Attira quindi l'interesse degli inglesi del Chelsea, che il 26 luglio 2011 lo acquistano per poi dirottarlo immediatamente in prestito agli spagnoli dell'Atlético Madrid. Inizialmente in competizione col più esperto Sergio Asenjo per raccogliere l'eredità di David de Gea, Courtois debutta con l'Atlético nel match di Europa League contro il Vitória Guimarães, mentre il suo esordio nella Primera División avviene il 28 agosto 2011 contro l'Osasuna, terminato 0-0. Le buone prestazioni offerte in avvio di stagione, gli garantiscono definitivamente un posto da titolare. Il 26 novembre 2011 subisce la prima espulsione in carriera durante il derby contro il Real Madrid, a causa di un fallo da ultimo uomo su Karim Benzema. Il 9 maggio 2012, a Bucarest, Courtois vince insieme ai compagni l'Europa League, battendo per 3-0 in finale l'Athletic Bilbao.
Per la stagione 2012-2013 viene rinnovato il prestito di Courtois a Madrid. Il 31 agosto gioca da titolare l'incontro della Supercoppa UEFA 2012, vinto per 4-1 proprio contro il Chelsea. La seconda stagione in Spagna si conclude con la vittoria della Coppa del Re.
Il prestito del portiere tra Atlético e Chelsea viene rinnovato anche per l'annata seguente: stavolta viene inserita una clausola di 3 milioni di euro che gli spagnoli dovrebbero pagare agli inglesi qualora le due squadre si incontrassero nuovamente, e il giocatore schierato ancora una volta contro la formazione che ne detiene il cartellino; l'accordo viene tuttavia giudicato nullo dall'UEFA nell'aprile 2014, quando Courtois e i Colchoneros si ritrovano nuovamente contrapposti ai Blues per la semifinale di Champions League, poiché ritenuto lesivo dell'integrità e dei regolamenti della competizione sportiva. Courtois lascia l'Atleti a fine stagione, dopo aver giocato la finale di Champions League persa a Lisbona, ai supplementari, contro i concittadini del Real Madrid. Pochi giorni prima pareggiando 1-1 al Camp Nou i Colchoneros avevano vinto la Liga dopo 18 anni.

#### Chelsea

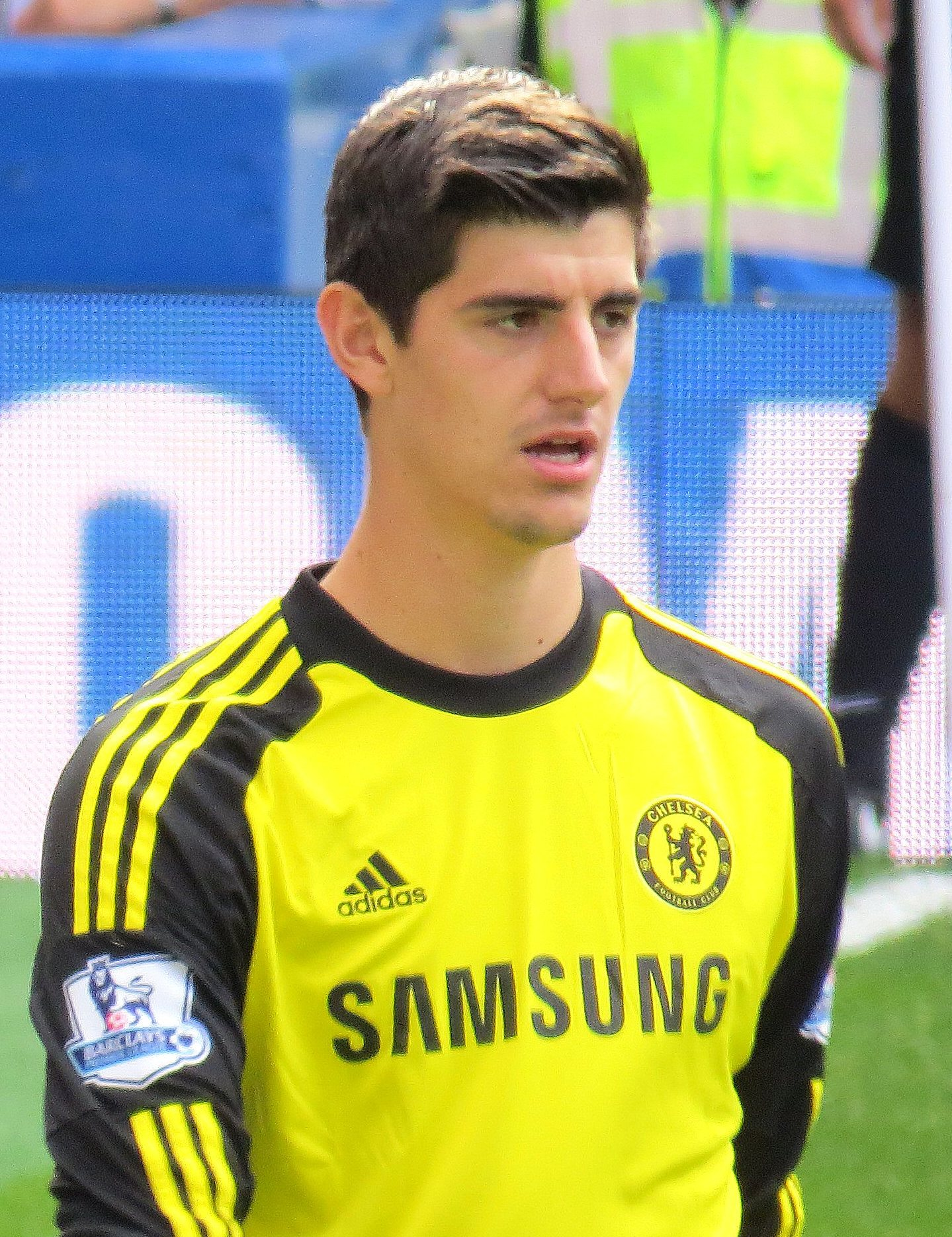
Courtois al Chelsea nel 2014

Nell'estate 2014 torna definitivamente al Chelsea, ottenendo subito il posto da titolare. Rimane a difesa dei pali dei Blues per il successivo quadriennio, in cui conquista per due volte la Premier League oltre a entrambe le coppe nazionali inglesi. A Londra affronta tuttavia anche uno dei momenti più difficili della carriera, quando nel settembre 2015 subisce in allenamento un infortunio al ginocchio che lo costringe a rimanere quattro mesi lontano dai campi.

#### Real Madrid

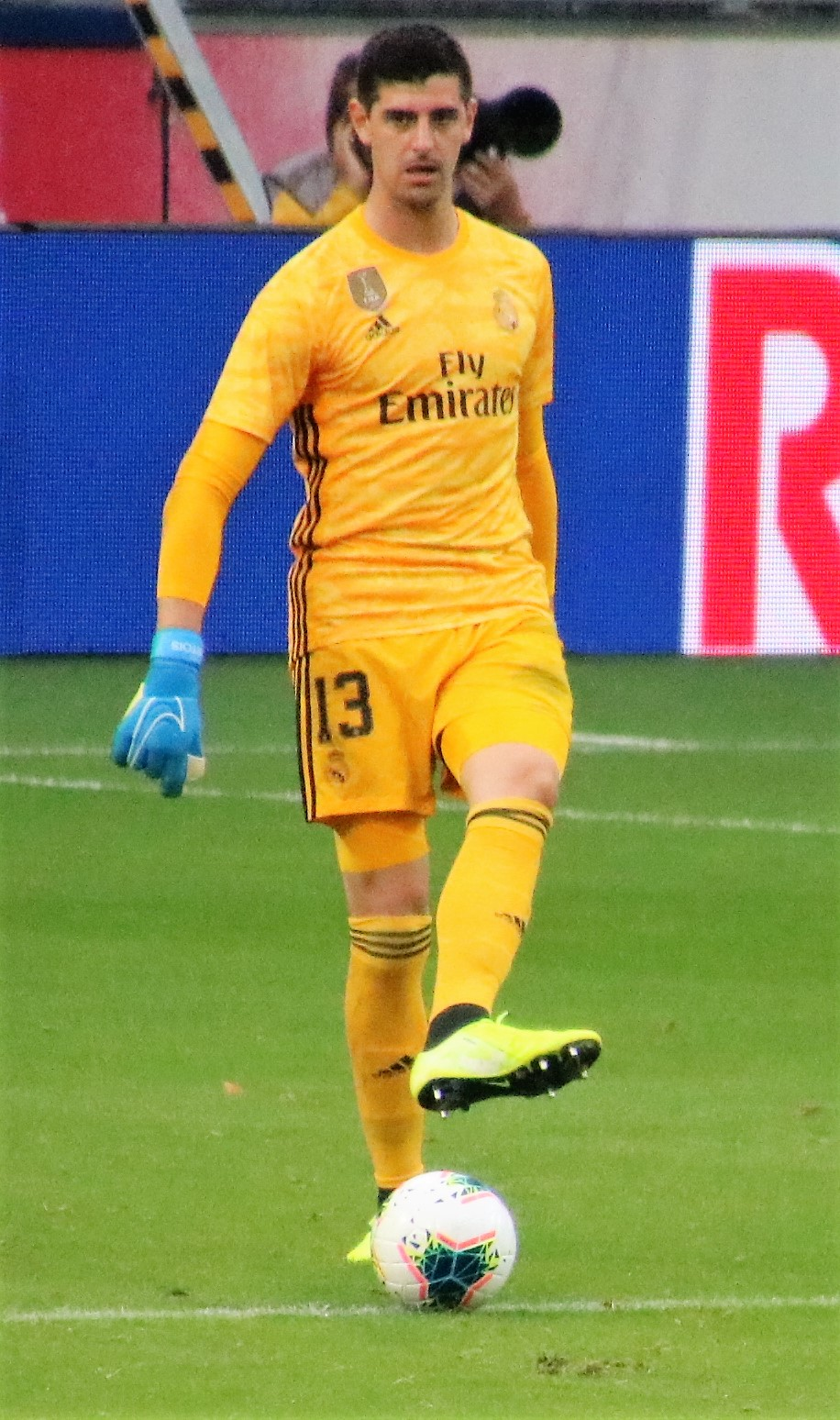
Courtois al Real Madrid nel 2019

L'8 agosto 2018, Courtois torna a Madrid, venendo stavolta ingaggiato dal Real. Negli anni seguenti coi Blancos trionfa per due volte nella Liga – eguagliando José Luis Pérez-Payá come gli unici calciatori ad aver vinto il campionato spagnolo con le due maggiori squadre madrilene – e, soprattutto, nella UEFA Champions League 2021-2022, in quest'ultimo caso risultando protagonista nella vittoriosa finale del 28 maggio a Parigi contro il Liverpool (1-0).
Nel precampionato della stagione 2023-2024, Courtois subisce la rottura del legamento crociato anteriore del ginocchio sinistro durante un allenamento, infortunio che lo costringe all'operazione e a uno stop prolungato per quasi tutta l'annata. Torna in campo per le ultime gare di una stagione che l'ha visto sostituito – efficacemente – dal dodicesimo Andrij Lunin, partecipando così solo da comprimario al successo madrileno nella Liga. Tuttavia, in vista della finale della UEFA Champions League, un malanno occorso a Lunin fa sì che al rientrante Courtois venga affidata la maglia da titolare: il 1º giugno a Londra contro il Borussia Dortmund (2-0), l'estremo difensore belga è autore di una prestazione di rilievo, incamerando la sua seconda Champions in carriera.

### Nazionale
Riceve la sua prima convocazione con la nazionale belga il 3 giugno 2011, in occasione della partita contro la Turchia, senza però entrare in campo. Nell'ottobre dello stesso anno viene nuovamente convocato per le gare di qualificazione al campionato d'Europa 2012 contro il Kazakistan e la Germania, ma in entrambe le occasioni rimane seduto in panchina.
Il 15 novembre 2011, debutta da titolare in un'amichevole contro la Francia (0-0), diventando così il più giovane calciatore belga di sempre a essere sceso in campo con la maglia della nazionale.

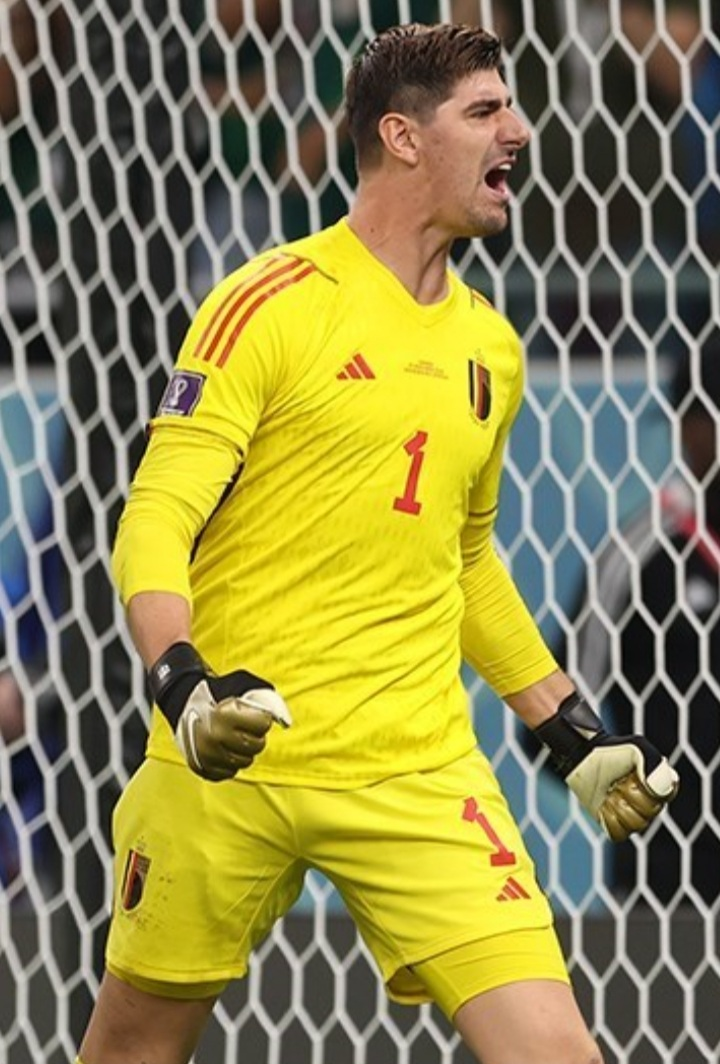
Courtois con la nazionale belga al

Sul finire del decennio viene convocato per il campionato d'Europa 2016 in Francia, conclusosi per i belgi con l'eliminazione ai quarti di finale per mano del Galles, e per il campionato del mondo 2018 in Russia, dove con la sua nazionale raggiunge uno storico terzo posto, superando l'Inghilterra nella finale di consolazione e venendo premiato come migliore portiere dell'edizione.
Nel 2021 viene selezionato per la fase finale del campionato d'Europa 2020, posticipata di un anno a causa della pandemia di COVID-19, in cui la nazionale belga viene eliminata ai quarti di finale dai futuri campioni dell'Italia. Convocato l'anno seguente per il campionato del mondo 2022 in Qatar, qui raggiunge le 100 presenze in nazionale in occasione della sfida del 1º dicembre contro la Croazia (0-0) valida per la fase a gironi, che sancisce l'eliminazione dei belgi dalla competizione.
Il 17 giugno 2023, durante la partita di qualificazione al campionato d'Europa 2024 contro l'Austria, ha un acceso diverbio con il selezionatore belga Domenico Tedesco, circa la scelta di affidare la fascia di capitano a Romelu Lukaku e non a lui: in seguito all'alterco, da qui in avanti Courtois non viene più convocato da Tedesco, e lo stesso portiere si dichiara indisponibile a rispondere a nuove chiamate finché l'allenatore siederà sulla panchina dei belgi.
Torna ad essere convocato in nazionale il 14 marzo 2025, con l'insediamento del nuovo selezionatore Rudi Garcia.

## Statistiche

### Presenze e reti nei club
Statistiche aggiornate al 9 luglio 2025.
| Stagione               | Squadra                | Campionato             | Campionato | Campionato | Coppe nazionali | Coppe nazionali | Coppe nazionali | Coppe continentali | Coppe continentali | Coppe continentali | Altre coppe  | Altre coppe | Altre coppe     | Totale | Totale |
| Stagione               | Squadra                | Comp                   | Pres       | Reti       | Comp            | Pres            | Reti            | Comp               | Pres               | Reti               | Comp         | Pres        | Reti            | Pres   | Reti   |
| ---------------------- | ---------------------- | ---------------------- | ---------- | ---------- | --------------- | --------------- | --------------- | ------------------ | ------------------ | ------------------ | ------------ | ----------- | --------------- | ------ | ------ |
| 2008-2009              | Genk                   | D1                     | 1          | -2         | CB              | 0               | 0               | -                  | -                  | -                  | -            | -           | -               | 1      | -2     |
| 2009-2010              | Genk                   | D1                     | 0          | 0          | CB              | 0               | 0               | UEL                | 0                  | 0                  | SB           | 0           | 0               | 0      | 0      |
| 2010-2011              | Genk                   | D1                     | 30+10      | -27 + -12  | CB              | 1               | -2              | UEL                | 3                  | -6                 | -            | -           | -               | 44     | -47    |
| Totale Genk            | Totale Genk            | Totale Genk            | 41         | -41        |                 | 1               | -2              |                    | 3                  | -6                 |              | 0           | 0               | 45     | -49    |
| 2011-2012              | Atlético Madrid        | PD                     | 37         | -41        | CR              | 0               | 0               | UEL                | 15                 | -9                 | -            | -           | -               | 52     | -50    |
| 2012-2013              | Atlético Madrid        | PD                     | 37         | -29        | CR              | 8               | -5              | UEL                | 0                  | 0                  | SU           | 1           | -1              | 46     | -35    |
| 2013-2014              | Atlético Madrid        | PD                     | 37         | -24        | CR              | 5               | -5              | UCL                | 12                 | -10                | SS           | 2           | -1              | 56     | -40    |
| Totale Atlético Madrid | Totale Atlético Madrid | Totale Atlético Madrid | 111        | -94        |                 | 13              | -10             |                    | 27                 | -19                |              | 3           | -2              | 154    | -125   |
| 2014-2015              | Chelsea                | PL                     | 32         | -30        | FACup+CdL       | 0+2             | -1              | UCL                | 5                  | -4                 | -            | -           | -               | 39     | -35    |
| 2015-2016              | Chelsea                | PL                     | 23         | -29        | FACup+CdL       | 3+0             | -4              | UCL                | 3                  | -4                 | CS           | 1           | -1              | 30     | -38    |
| 2016-2017              | Chelsea                | PL                     | 36         | -28        | FACup+CdL       | 3+0             | -4              | -                  | -                  | -                  | -            | -           | -               | 39     | -32    |
| 2017-2018              | Chelsea                | PL                     | 35         | -34        | FACup+CdL       | 1+1             | 0               | UCL                | 8                  | -12                | CS           | 1           | -1              | 46     | -47    |
| Totale Chelsea         | Totale Chelsea         | Totale Chelsea         | 126        | -121       |                 | 10              | -9              |                    | 16                 | -20                |              | 2           | -2              | 154    | -152   |
| 2018-2019              | Real Madrid            | PD                     | 27         | -36        | CR              | 1               | -2              | UCL                | 5                  | -8                 | SU+Cmc       | 0+2         | -2              | 35     | -48    |
| 2019-2020              | Real Madrid            | PD                     | 34         | -20        | CR              | 0               | 0               | UCL                | 7                  | -11                | SS           | 2           | -1              | 43     | -32    |
| 2020-2021              | Real Madrid            | PD                     | 38         | -28        | CR              | 0               | 0               | UCL                | 12                 | -14                | SS           | 1           | -2              | 51     | -44    |
| 2021-2022              | Real Madrid            | PD                     | 36         | -29        | CR              | 1               | -1              | UCL                | 13                 | -14                | SS           | 2           | -2              | 52     | -46    |
| 2022-2023              | Real Madrid            | PD                     | 31         | -29        | CR              | 5               | -5              | UCL                | 10                 | -11                | SU+SS+Cmc    | 1+2+0       | 0 + -4 + 0      | 49     | -49    |
| 2023-2024              | Real Madrid            | PD                     | 4          | 0          | CR              | 0               | 0               | UCL                | 1                  | 0                  | SS           | 0           | 0               | 5      | 0      |
| 2024-2025              | Real Madrid            | PD                     | 30         | -29        | CR              | 1               | -3              | UCL                | 12                 | -18                | SU+CI+SS+Cmc | 1+1+2+6     | 0 + 0 + -5 + -8 | 53     | -63    |
| Totale Real Madrid     | Totale Real Madrid     | Totale Real Madrid     | 200        | -171       |                 | 8               | -11             |                    | 60                 | -76                |              | 20          | -24             | 284    | -282   |
| Totale carriera        | Totale carriera        | Totale carriera        | 478        | -428       |                 | 32              | -32             |                    | 106                | -120               |              | 25          | -28             | 636    | -618   |

### Cronologia presenze e reti in nazionale
| Cronologia completa delle presenze e delle reti in nazionale ― Belgio | Cronologia completa delle presenze e delle reti in nazionale ― Belgio | Cronologia completa delle presenze e delle reti in nazionale ― Belgio | Cronologia completa delle presenze e delle reti in nazionale ― Belgio | Cronologia completa delle presenze e delle reti in nazionale ― Belgio | Cronologia completa delle presenze e delle reti in nazionale ― Belgio | Cronologia completa delle presenze e delle reti in nazionale ― Belgio | Cronologia completa delle presenze e delle reti in nazionale ― Belgio |
| Data                                                                  | Città                                                                 | In casa                                                               | Risultato                                                             | Ospiti                                                                | Competizione                                                          | Reti                                                                  | Note                                                                  |
| --------------------------------------------------------------------- | --------------------------------------------------------------------- | --------------------------------------------------------------------- | --------------------------------------------------------------------- | --------------------------------------------------------------------- | --------------------------------------------------------------------- | --------------------------------------------------------------------- | --------------------------------------------------------------------- |
| 15-11-2011                                                            | Saint-Denis                                                           | Francia                                                               | 0 – 0                                                                 | Belgio                                                                | Amichevole                                                            | -                                                                     |                                                                       |
| 25-5-2012                                                             | Bruxelles                                                             | Belgio                                                                | 2 – 2                                                                 | Montenegro                                                            | Amichevole                                                            | -2                                                                    | 51’                                                                   |
| 15-8-2012                                                             | Bruxelles                                                             | Belgio                                                                | 4 – 2                                                                 | Paesi Bassi                                                           | Amichevole                                                            | -2                                                                    |                                                                       |
| 7-9-2012                                                              | Cardiff                                                               | Galles                                                                | 0 – 2                                                                 | Belgio                                                                | Qual. Mondiali 2014                                                   | -                                                                     |                                                                       |
| 11-9-2012                                                             | Bruxelles                                                             | Belgio                                                                | 1 – 1                                                                 | Croazia                                                               | Qual. Mondiali 2014                                                   | -1                                                                    |                                                                       |
| 12-10-2012                                                            | Belgrado                                                              | Serbia                                                                | 0 – 3                                                                 | Belgio                                                                | Qual. Mondiali 2014                                                   | -                                                                     |                                                                       |
| 16-10-2012                                                            | Bruxelles                                                             | Belgio                                                                | 2 – 0                                                                 | Scozia                                                                | Qual. Mondiali 2014                                                   | -                                                                     |                                                                       |
| 22-3-2013                                                             | Skopje                                                                | Macedonia                                                             | 0 – 2                                                                 | Belgio                                                                | Qual. Mondiali 2014                                                   | -                                                                     |                                                                       |
| 26-3-2013                                                             | Bruxelles                                                             | Belgio                                                                | 1 – 0                                                                 | Macedonia                                                             | Qual. Mondiali 2014                                                   | -                                                                     |                                                                       |
| 7-6-2013                                                              | Bruxelles                                                             | Belgio                                                                | 2 – 1                                                                 | Serbia                                                                | Qual. Mondiali 2014                                                   | -1                                                                    |                                                                       |
| 14-8-2013                                                             | Bruxelles                                                             | Belgio                                                                | 0 – 0                                                                 | Francia                                                               | Amichevole                                                            | -                                                                     |                                                                       |
| 6-9-2013                                                              | Glasgow                                                               | Scozia                                                                | 0 – 2                                                                 | Belgio                                                                | Qual. Mondiali 2014                                                   | -                                                                     |                                                                       |
| 11-10-2013                                                            | Zagabria                                                              | Croazia                                                               | 1 – 2                                                                 | Belgio                                                                | Qual. Mondiali 2014                                                   | -1                                                                    |                                                                       |
| 15-10-2013                                                            | Bruxelles                                                             | Belgio                                                                | 1 – 1                                                                 | Galles                                                                | Qual. Mondiali 2014                                                   | -1                                                                    |                                                                       |
| 5-3-2014                                                              | Bruxelles                                                             | Belgio                                                                | 2 – 2                                                                 | Costa d'Avorio                                                        | Amichevole                                                            | -2                                                                    |                                                                       |
| 1-6-2014                                                              | Solna                                                                 | Svezia                                                                | 0 – 2                                                                 | Belgio                                                                | Amichevole                                                            | -                                                                     |                                                                       |
| 7-6-2014                                                              | Bruxelles                                                             | Belgio                                                                | 1 – 0                                                                 | Tunisia                                                               | Amichevole                                                            | -                                                                     |                                                                       |
| 17-6-2014                                                             | Belo Horizonte                                                        | Belgio                                                                | 2 – 1                                                                 | Algeria                                                               | Mondiali 2014 - 1º turno                                              | -1                                                                    |                                                                       |
| 22-6-2014                                                             | Rio de Janeiro                                                        | Belgio                                                                | 1 – 0                                                                 | Russia                                                                | Mondiali 2014 - 1º turno                                              | -                                                                     |                                                                       |
| 26-6-2014                                                             | San Paolo                                                             | Corea del Sud                                                         | 0 – 1                                                                 | Belgio                                                                | Mondiali 2014 - 1º turno                                              | -                                                                     |                                                                       |
| 1-7-2014                                                              | Salvador                                                              | Belgio                                                                | 2 – 1 dts                                                             | Stati Uniti                                                           | Mondiali 2014 - Ottavi di finale                                      | -1                                                                    |                                                                       |
| 5-7-2014                                                              | Brasilia                                                              | Argentina                                                             | 1 – 0                                                                 | Belgio                                                                | Mondiali 2014 - Quarti di finale                                      | -1                                                                    |                                                                       |
| 4-9-2014                                                              | Liegi                                                                 | Belgio                                                                | 2 – 0                                                                 | Australia                                                             | Amichevole                                                            | -                                                                     |                                                                       |
| 10-10-2014                                                            | Bruxelles                                                             | Belgio                                                                | 6 – 0                                                                 | Andorra                                                               | Qual. Euro 2016                                                       | -                                                                     |                                                                       |
| 13-10-2014                                                            | Zenica                                                                | Bosnia ed Erzegovina                                                  | 1 – 1                                                                 | Belgio                                                                | Qual. Euro 2016                                                       | -1                                                                    |                                                                       |
| 12-11-2014                                                            | Bruxelles                                                             | Belgio                                                                | 3 – 1                                                                 | Islanda                                                               | Amichevole                                                            | -1                                                                    |                                                                       |
| 16-11-2014                                                            | Bruxelles                                                             | Belgio                                                                | 0 – 0                                                                 | Galles                                                                | Qual. Euro 2016                                                       | -                                                                     |                                                                       |
| 28-3-2015                                                             | Bruxelles                                                             | Belgio                                                                | 5 – 0                                                                 | Cipro                                                                 | Qual. Euro 2016                                                       | -                                                                     |                                                                       |
| 31-3-2015                                                             | Gerusalemme                                                           | Israele                                                               | 0 – 1                                                                 | Belgio                                                                | Qual. Euro 2016                                                       | -                                                                     |                                                                       |
| 7-6-2015                                                              | Saint-Denis                                                           | Francia                                                               | 3 – 4                                                                 | Belgio                                                                | Amichevole                                                            | -3                                                                    |                                                                       |
| 12-6-2015                                                             | Cardiff                                                               | Galles                                                                | 1 – 0                                                                 | Belgio                                                                | Qual. Euro 2016                                                       | -1                                                                    |                                                                       |
| 3-9-2015                                                              | Bruxelles                                                             | Belgio                                                                | 3 – 1                                                                 | Bosnia ed Erzegovina                                                  | Qual. Euro 2016                                                       | -1                                                                    |                                                                       |
| 6-9-2015                                                              | Nicosia                                                               | Cipro                                                                 | 0 – 1                                                                 | Belgio                                                                | Qual. Euro 2016                                                       | -                                                                     |                                                                       |
| 29-3-2016                                                             | Leiria                                                                | Portogallo                                                            | 2 – 1                                                                 | Belgio                                                                | Amichevole                                                            | -2                                                                    |                                                                       |
| 28-5-2016                                                             | Ginevra                                                               | Svizzera                                                              | 1 – 2                                                                 | Belgio                                                                | Amichevole                                                            | -1                                                                    |                                                                       |
| 1-6-2016                                                              | Bruxelles                                                             | Belgio                                                                | 1 – 1                                                                 | Finlandia                                                             | Amichevole                                                            | -1                                                                    |                                                                       |
| 5-6-2016                                                              | Bruxelles                                                             | Belgio                                                                | 3 – 2                                                                 | Norvegia                                                              | Amichevole                                                            | -2                                                                    |                                                                       |
| 13-6-2016                                                             | Lione                                                                 | Belgio                                                                | 0 – 2                                                                 | Italia                                                                | Euro 2016 - 1º turno                                                  | -2                                                                    |                                                                       |
| 18-6-2016                                                             | Bordeaux                                                              | Belgio                                                                | 3 – 0                                                                 | Irlanda                                                               | Euro 2016 - 1º turno                                                  | -                                                                     |                                                                       |
| 22-6-2016                                                             | Nizza                                                                 | Svezia                                                                | 0 – 1                                                                 | Belgio                                                                | Euro 2016 - 1º turno                                                  | -                                                                     |                                                                       |
| 26-6-2016                                                             | Tolosa                                                                | Ungheria                                                              | 0 – 4                                                                 | Belgio                                                                | Euro 2016 - Ottavi di finale                                          | -                                                                     |                                                                       |
| 1-7-2016                                                              | Lilla                                                                 | Galles                                                                | 3 – 1                                                                 | Belgio                                                                | Euro 2016 - Quarti di finale                                          | -3                                                                    |                                                                       |
| 1-9-2016                                                              | Bruxelles                                                             | Belgio                                                                | 0 – 2                                                                 | Spagna                                                                | Amichevole                                                            | -2                                                                    |                                                                       |
| 7-10-2016                                                             | Bruxelles                                                             | Belgio                                                                | 4 – 0                                                                 | Bosnia ed Erzegovina                                                  | Qual. Mondiali 2018                                                   | -                                                                     |                                                                       |
| 10-10-2016                                                            | Faro                                                                  | Gibilterra                                                            | 0 – 6                                                                 | Belgio                                                                | Qual. Mondiali 2018                                                   | -                                                                     |                                                                       |
| 9-11-2016                                                             | Amsterdam                                                             | Paesi Bassi                                                           | 1 – 1                                                                 | Belgio                                                                | Amichevole                                                            | -1                                                                    |                                                                       |
| 13-11-2016                                                            | Bruxelles                                                             | Belgio                                                                | 8 – 1                                                                 | Estonia                                                               | Qual. Mondiali 2018                                                   | -1                                                                    |                                                                       |
| 25-3-2017                                                             | Bruxelles                                                             | Belgio                                                                | 1 – 1                                                                 | Grecia                                                                | Qual. Mondiali 2018                                                   | -1                                                                    |                                                                       |
| 5-6-2017                                                              | Bruxelles                                                             | Belgio                                                                | 2 – 1                                                                 | Rep. Ceca                                                             | Amichevole                                                            | -1                                                                    |                                                                       |
| 9-6-2017                                                              | Tallinn                                                               | Estonia                                                               | 0 – 2                                                                 | Belgio                                                                | Qual. Mondiali 2018                                                   | -                                                                     |                                                                       |
| 31-8-2017                                                             | Liegi                                                                 | Belgio                                                                | 9 – 0                                                                 | Gibilterra                                                            | Qual. Mondiali 2018                                                   | -                                                                     |                                                                       |
| 3-9-2017                                                              | Atene                                                                 | Grecia                                                                | 1 – 2                                                                 | Belgio                                                                | Qual. Mondiali 2018                                                   | -1                                                                    |                                                                       |
| 7-10-2017                                                             | Sarajevo                                                              | Bosnia ed Erzegovina                                                  | 3 – 4                                                                 | Belgio                                                                | Qual. Mondiali 2018                                                   | -3                                                                    |                                                                       |
| 10-10-2017                                                            | Bruxelles                                                             | Belgio                                                                | 4 – 0                                                                 | Cipro                                                                 | Qual. Mondiali 2018                                                   | -                                                                     |                                                                       |
| 10-11-2017                                                            | Bruxelles                                                             | Belgio                                                                | 3 – 3                                                                 | Messico                                                               | Amichevole                                                            | -3                                                                    |                                                                       |
| 2-6-2018                                                              | Bruxelles                                                             | Belgio                                                                | 0 – 0                                                                 | Portogallo                                                            | Amichevole                                                            | -                                                                     |                                                                       |
| 6-6-2018                                                              | Bruxelles                                                             | Belgio                                                                | 3 – 0                                                                 | Egitto                                                                | Amichevole                                                            | -                                                                     |                                                                       |
| 11-6-2018                                                             | Bruxelles                                                             | Belgio                                                                | 4 – 1                                                                 | Costa Rica                                                            | Amichevole                                                            | -1                                                                    |                                                                       |
| 18-6-2018                                                             | Soči                                                                  | Belgio                                                                | 3 – 0                                                                 | Panama                                                                | Mondiali 2018 - 1º turno                                              | -                                                                     |                                                                       |
| 23-6-2018                                                             | Mosca                                                                 | Belgio                                                                | 5 – 2                                                                 | Tunisia                                                               | Mondiali 2018 - 1º turno                                              | -2                                                                    |                                                                       |
| 28-6-2018                                                             | Kaliningrad                                                           | Inghilterra                                                           | 0 – 1                                                                 | Belgio                                                                | Mondiali 2018 - 1º turno                                              | -                                                                     |                                                                       |
| 2-7-2018                                                              | Rostov sul Don                                                        | Belgio                                                                | 3 – 2                                                                 | Giappone                                                              | Mondiali 2018 - Ottavi di finale                                      | -2                                                                    |                                                                       |
| 6-7-2018                                                              | Kazan'                                                                | Brasile                                                               | 1 – 2                                                                 | Belgio                                                                | Mondiali 2018 - Quarti di finale                                      | -1                                                                    |                                                                       |
| 10-7-2018                                                             | San Pietroburgo                                                       | Francia                                                               | 1 – 0                                                                 | Belgio                                                                | Mondiali 2018 - Semifinale                                            | -1                                                                    |                                                                       |
| 14-7-2018                                                             | San Pietroburgo                                                       | Belgio                                                                | 2 – 0                                                                 | Inghilterra                                                           | Mondiali 2018 - Finale 3º posto                                       | -                                                                     | cap.                                                                  |
| 7-9-2018                                                              | Glasgow                                                               | Scozia                                                                | 0 – 4                                                                 | Belgio                                                                | Amichevole                                                            | -                                                                     |                                                                       |
| 11-9-2018                                                             | Reykjavík                                                             | Islanda                                                               | 0 – 3                                                                 | Belgio                                                                | UEFA Nations League 2018-2019 - 1º turno                              | -                                                                     |                                                                       |
| 12-10-2018                                                            | Bruxelles                                                             | Belgio                                                                | 2 – 1                                                                 | Svizzera                                                              | UEFA Nations League 2018-2019 - 1º turno                              | -1                                                                    |                                                                       |
| 15-11-2018                                                            | Bruxelles                                                             | Belgio                                                                | 2 – 0                                                                 | Islanda                                                               | UEFA Nations League 2018-2019 - 1º turno                              | -                                                                     |                                                                       |
| 18-11-2018                                                            | Lucerna                                                               | Svizzera                                                              | 5 – 2                                                                 | Belgio                                                                | UEFA Nations League 2018-2019 - 1º turno                              | -5                                                                    |                                                                       |
| 21-3-2019                                                             | Bruxelles                                                             | Belgio                                                                | 3 – 1                                                                 | Russia                                                                | Qual. Euro 2020                                                       | -1                                                                    |                                                                       |
| 24-3-2019                                                             | Nicosia                                                               | Cipro                                                                 | 0 – 2                                                                 | Belgio                                                                | Qual. Euro 2020                                                       | -                                                                     |                                                                       |
| 8-6-2019                                                              | Bruxelles                                                             | Belgio                                                                | 3 – 0                                                                 | Kazakistan                                                            | Qual. Euro 2020                                                       | -                                                                     |                                                                       |
| 11-6-2019                                                             | Bruxelles                                                             | Belgio                                                                | 3 – 0                                                                 | Scozia                                                                | Qual. Euro 2020                                                       | -                                                                     |                                                                       |
| 6-9-2019                                                              | Serravalle                                                            | San Marino                                                            | 0 – 4                                                                 | Belgio                                                                | Qual. Euro 2020                                                       | -                                                                     |                                                                       |
| 9-9-2019                                                              | Glasgow                                                               | Scozia                                                                | 0 – 4                                                                 | Belgio                                                                | Qual. Euro 2020                                                       | -                                                                     |                                                                       |
| 10-10-2019                                                            | Bruxelles                                                             | Belgio                                                                | 9 – 0                                                                 | San Marino                                                            | Qual. Euro 2020                                                       | -                                                                     |                                                                       |
| 13-10-2019                                                            | Astana                                                                | Kazakistan                                                            | 0 – 2                                                                 | Belgio                                                                | Qual. Euro 2020                                                       | -                                                                     |                                                                       |
| 16-11-2019                                                            | San Pietroburgo                                                       | Russia                                                                | 1 – 4                                                                 | Belgio                                                                | Qual. Euro 2020                                                       | -1                                                                    |                                                                       |
| 15-11-2020                                                            | Lovanio                                                               | Belgio                                                                | 2 – 0                                                                 | Inghilterra                                                           | UEFA Nations League 2020-2021 - 1º turno                              | -                                                                     |                                                                       |
| 18-11-2020                                                            | Lovanio                                                               | Belgio                                                                | 4 – 2                                                                 | Danimarca                                                             | UEFA Nations League 2020-2021 - 1º turno                              | -2                                                                    |                                                                       |
| 24-3-2021                                                             | Lovanio                                                               | Belgio                                                                | 3 – 1                                                                 | Galles                                                                | Qual. Mondiali 2022                                                   | -1                                                                    |                                                                       |
| 27-3-2021                                                             | Praga                                                                 | Rep. Ceca                                                             | 1 – 1                                                                 | Belgio                                                                | Qual. Mondiali 2022                                                   | -1                                                                    |                                                                       |
| 6-6-2021                                                              | Bruxelles                                                             | Belgio                                                                | 1 – 0                                                                 | Croazia                                                               | Amichevole                                                            | -                                                                     |                                                                       |
| 12-6-2021                                                             | San Pietroburgo                                                       | Belgio                                                                | 3 – 0                                                                 | Russia                                                                | Euro 2020 - 1º turno                                                  | -                                                                     |                                                                       |
| 17-6-2021                                                             | Copenaghen                                                            | Danimarca                                                             | 1 – 2                                                                 | Belgio                                                                | Euro 2020 - 1º turno                                                  | -1                                                                    |                                                                       |
| 21-6-2021                                                             | San Pietroburgo                                                       | Finlandia                                                             | 0 – 2                                                                 | Belgio                                                                | Euro 2020 - 1º turno                                                  | -                                                                     |                                                                       |
| 27-6-2021                                                             | Siviglia                                                              | Belgio                                                                | 1 – 0                                                                 | Portogallo                                                            | Euro 2020 - Ottavi di finale                                          | -                                                                     |                                                                       |
| 2-7-2021                                                              | Monaco di Baviera                                                     | Belgio                                                                | 1 – 2                                                                 | Italia                                                                | Euro 2020 - Quarti di finale                                          | -2                                                                    |                                                                       |
| 2-9-2021                                                              | Tallinn                                                               | Estonia                                                               | 2 – 5                                                                 | Belgio                                                                | Qual. Mondiali 2022                                                   | -2                                                                    |                                                                       |
| 5-9-2021                                                              | Bruxelles                                                             | Belgio                                                                | 3 – 0                                                                 | Rep. Ceca                                                             | Qual. Mondiali 2022                                                   | -                                                                     |                                                                       |
| 7-10-2021                                                             | Torino                                                                | Belgio                                                                | 2 – 3                                                                 | Francia                                                               | UEFA Nations League 2020-2021 - Semifinale                            | -3                                                                    |                                                                       |
| 10-10-2021                                                            | Torino                                                                | Italia                                                                | 2 – 1                                                                 | Belgio                                                                | UEFA Nations League 2020-2021 - Finale 3º posto                       | -2                                                                    |                                                                       |
| 13-11-2021                                                            | Bruxelles                                                             | Belgio                                                                | 3 – 1                                                                 | Estonia                                                               | Qual. Mondiali 2022                                                   | -1                                                                    |                                                                       |
| 22-9-2022                                                             | Bruxelles                                                             | Belgio                                                                | 2 – 1                                                                 | Galles                                                                | UEFA Nations League 2022-2023 - 1º turno                              | -1                                                                    |                                                                       |
| 25-9-2022                                                             | Amsterdam                                                             | Paesi Bassi                                                           | 1 – 0                                                                 | Belgio                                                                | UEFA Nations League 2022-2023 - 1º turno                              | -1                                                                    |                                                                       |
| 18-11-2022                                                            | Madīnat al-Kuwait                                                     | Belgio                                                                | 1 – 2                                                                 | Egitto                                                                | Amichevole                                                            | -2                                                                    |                                                                       |
| 23-11-2022                                                            | Al Rayyan                                                             | Belgio                                                                | 1 – 0                                                                 | Canada                                                                | Mondiali 2022 - 1º turno                                              | -                                                                     |                                                                       |
| 27-11-2022                                                            | Doha                                                                  | Belgio                                                                | 0 – 2                                                                 | Marocco                                                               | Mondiali 2022 - 1º turno                                              | -2                                                                    |                                                                       |
| 1-12-2022                                                             | Al Rayyan                                                             | Croazia                                                               | 0 – 0                                                                 | Belgio                                                                | Mondiali 2022 - 1º turno                                              | -                                                                     |                                                                       |
| 24-3-2023                                                             | Solna                                                                 | Svezia                                                                | 0 – 3                                                                 | Belgio                                                                | Qual. Euro 2024                                                       | -                                                                     |                                                                       |
| 17-6-2023                                                             | Bruxelles                                                             | Belgio                                                                | 1 – 1                                                                 | Austria                                                               | Qual. Euro 2024                                                       | -1                                                                    |                                                                       |
| 20-3-2025                                                             | Murcia                                                                | Ucraina                                                               | 3 – 1                                                                 | Belgio                                                                | UEFA Nations League 2024-2025 - Play-off                              | -3                                                                    |                                                                       |
| Totale                                                                |                                                                       | Presenze (8º posto)                                                   | 103                                                                   |                                                                       | Reti                                                                  | -84                                                                   |                                                                       |

## Palmarès

### Club

#### Competizioni nazionali

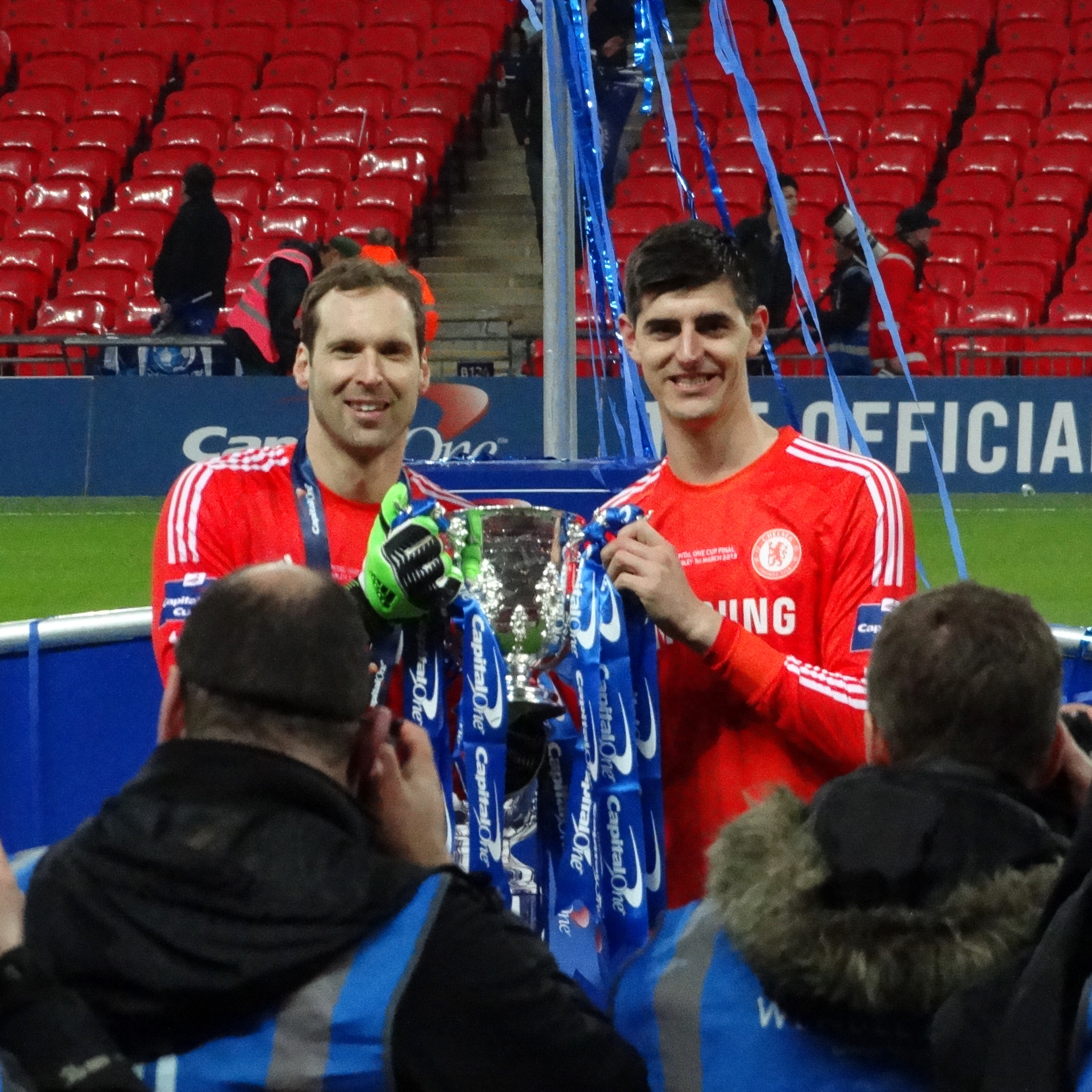
Petr Čech e Courtois posano con la Football League Cup 2014-2015 vinta coi Blues

- Coppa del Belgio: 1

Genk: 2008-2009
- Campionato belga: 1

Genk: 2010-2011
- Coppa di Spagna: 2

Atlético Madrid: 2012-2013
Real Madrid: 2022-2023
- Campionato spagnolo: 4

Atlético Madrid: 2013-2014
Real Madrid: 2019-2020, 2021-2022, 2023-2024
- Coppa di Lega inglese: 1

Chelsea: 2014-2015
- Campionato inglese: 2

Chelsea: 2014-2015, 2016-2017
- Coppa d'Inghilterra: 1

Chelsea: 2017-2018
- Supercoppa di Spagna: 2

Real Madrid: 2020, 2022

#### Competizioni internazionali
- UEFA Europa League: 1

Atlético Madrid: 2011-2012
- Supercoppa UEFA: 3

Atlético Madrid: 2012
Real Madrid: 2022, 2024
- Coppa del mondo per club: 1

Real Madrid: 2018
- UEFA Champions League: 2

Real Madrid: 2021-2022, 2023-2024
- Coppa Intercontinentale FIFA: 1

Real Madrid: 2024

### Individuale
- Trofeo Zamora: 3

2012-2013, 2013-2014, 2019-2020
- Miglior portiere della Liga spagnola: 1

2012-2013
- ESM Team of the Year: 1

2013-2014
- Miglior portiere della Premier League: 1

2016-2017
- Squadra della stagione della UEFA Champions League: 4

2013-2014, 2020-2021, 2021-2022, 2022-2023
- Guanto d'oro del campionato mondiale: 1

Russia 2018
- All-Star Team del campionato mondiale: 1

Russia 2018
- The Best FIFA Goalkeeper: 1

2018
- Miglior portiere dell'anno IFFHS: 2

2018, 2022
- Trofeo Jašin: 1

2022
- Squadra maschile dell'anno IFFHS: 1

2022
- FIFA FIFPro World XI: 2

2022, 2023
- Globe Soccer Awards: 1

Premio alla carriera per calciatori: 2024